# Таваса
Таваса (груз. თავასა) — село в Грузии, на территории Тержольского муниципалитета края (мхаре) Имеретия.

## География
Село находится в западной части Грузии, на левом берегу реки Дзусы, на расстоянии 18 километров к северо-востоку от города Тержола, административного центра муниципалитета. Абсолютная высота — 416 метров над уровнем моря.

## Население
По результатам официальной переписи населения 2014 года, в Тавасе проживало 282 человека (141 мужчина и 141 женщина). В национальной структуре населения грузины составляли 99,6 %, русские — 0,4 %.
| Год  | Население, человек |
| ---- | ------------------ |
| 2002 | 392                |
| 2014 | ↘ 282              |